# Skånes Fotbollförbund
Skånes Fotbollförbund (Skånes FF), grundat 23 mars 1919, är ett av 24 distriktsförbund i Svensk Fotboll.

## Serier
Skånes FF administrerar följande serier:

### Herrar
Division 4 - tre serier

Division 5 - sex serier

Division 6 - åtta serier

Division 7 - sex serier

### Damer
Division 2 - två serier

Division 3 - fyra serier

Division 4 - fem serier

### Övriga serier
- Ungdomsserier
- Reservlagsserier
- Damer U
- Oldboysserier

## Klubbar
Följande klubbar är med i Skånes FF:
| - AIF Barrikaden - Allerums GIF - Amerindia FF - Anderslövs BoIK - Arlövs BI - Askeröds IF - Asmundtorps IF - Backarnas FF - Bälinge BIK - Balkan United IK - Ballingslöv GoIF - Balsby SK - Bara GoIF - Bårslövs BoIF - Baskemölla IF - Båstads GoIF - Billeberga GIF - Billesholms GIF - Billesholms IK - Bjärelaget DFF - Bjärlövs IF - Bjärnums GoIF - Bjärreds IF - Björnås FF - Bjuvstorps FF - BK Flagg - BK Fram - BK Kick - BK Landora - BK Näset - BK Olympic - BK Skansen - BK Vången - BKF Sarajevo - Blentarps BK - Borgeby FK - Borlunda AIF - Borrby IF - Borstahusens BK - Bosna FF - Bosnien Hercegovinas SK - Bosniska FK Behar - Brantevik/Rörum Österlen FF - Branteviks IF - Broby IF - Brösarps IF - Brunnby FF - Bunkeflo FF - BW 90 IF - Croatia Helsingborg KIF - Dalby GIF - DBK Vången - Degeberga GoIF - DFF Kristianstadstjejerna - DFK Borgeby 09 - DFK Sjöbotjejerna - DFK Wormo - Djurröds IK - Dösjöbro IF - Edenryds IF - Ekeby GIF - Ekets GoIF - Eriksfälts FF - Eskilsminne DIF - Eskilsminne IF - Eslövs BK - Esperöds SK - Everöds IF - Färingtofta IK - Farstorps GoIF - FBK Balkan - FC Baldersnäs - FC Bellevue - FC Bjerred - FC Bukten - FC Ekebo - FC Helsingkrona - FC Hessleholm - FC Höllviken - FC Kävlinge - FC Krubban - FC Möllan - FC Örkelljunga - FC Österlen - FC Panamericano - FC Rosengård - FC Trelleborg - FF Vuk - Finja IF - Fjälkestads IF - Fjälkinge IF - FK Besa - FK Bosna - Förslövs IF - Fortuna FF - Furulunds IK - Gantofta IF - Gärds Köpinge IF - Gärsnäs AIS - Genarps IF - GIF Nike - Gislövs IF - Gislövsdals IK - Glemmingebro IF - Glimåkra IF - Glumslövs FF - GOF IF - Grevie GIK - Gröna Stjärnan IF - Gröstorps IF - Gualövs GOIF - Gunnarstorps IF - Gylle AIF - Gyllebo IF - Håkanstorps BK - Häljarps IF - Hallands Nations FF - Hammenhögs Blå IF - Hammenhögs IF - Hanaskogs IS - Hardeberga BK - Harlösa IF - Harrie-Kävlinge FF - Härslövs IK - Hasslarps BK - Hässleholm Freeflow FC - Hässleholms IF | - Hästveda IF - Heleneholms SK - Helsingborg City FC - Helsingborg DFF - Helsingborgs AIS - Helsingborgs IF - HF Olympia - Hittarps IK - Hjärnarps GIF - Hjärsås/Värestorps IF - Högaborgs BK - Höganäs BK - Holmeja IS - Höörs IS - Hörby FF - Hörja IF - Hovs GoIF - Huaröds IF - Hurva IF - Husie DIF - Husie IF - Hyllie IK - Hyllinge GIF - IF Ale - IF Alexander den Store - IF Limhamn Bunkeflo - IF Lödde - IF Salamis - IFK Hässleholm - IFK Höganäs - IFK Klagshamn - IFK Knislinge - IFK Malmö - IFK Osby - IFK Rössjöholm - IFK Simrishamn - IFK Trelleborg - IFK Ystad FK - Ifö Bromölla DFF - Ifö Bromölla IF - Ignaberga IF - IK Bergandy - IK Bolton - IK Kamp - IK Pandora - IK Scania - IK Wormo - Ingelstorps IF - Iranska FF - Ivö BK - Jägersborgs IF - Janstorps AIF - Järrestad FF - Jonstorps IF FK - Kågeröds BoIF - Karlslunds BK - Kävlinge GoIF - Kiaby IF - Kiviks AIF - Klågerups GoIF - Klagstorps IF - Klippans Förenade FF - Köpingebro IF - Korpföreningen Malmö Fotboll - Kristianstad BoIS - Kristianstads DFF - Kristianstads FF - Kristianstads IS - Kropps GoIF - KSF Kosova - KSF Makedonija - KSF Prespa Birlik - KSF Srbija Malmö - Kullabygdens DFF - Kulladals FF - Kullavägens BK - Kungshults IK - Kurdiska SUFF - Kvarnby IK - Kvidinge IF - Kyrkheddinge IF - Landskrona BoIS - LdB FC Malmö - Liga 06 IF - Lilla Beddinge BK - Lilla Torg FF - Limhamns FF - Linderöds IF - Linero IF - Liria IF - Listorps IF - Ljungbyheds IF - Löberöds IF - Löderups IF - Lokomotiv Lund IK - Lönsboda GoIF - Lövestads IF - Lunds BK - Lunds BOIS - Lunds FF - Lunds SK - Lunnarps BK - Lyngby FF - Maglasäte IF - Makedoniska IF - Mala IF - Malmö Boys IF - Malmö City FC - Malmö FF - Malmö FVC - Malmö IKF - Marieholms IS - MF Pelister - Minnesbergs IF - MKSF Pelagonija - Mörarps IF - Munka Ljungby IF - Näsby IF - Näsets FF - Näsums IF - Nävlinge IF - NK Croatia - Norra Rörums GIF - Nosaby IF | - Nydala IF - Onslunda IF - Osby DFF - Ovesholms IF - Oxie IF - Påarps GIF - Palestinska Föreningen - Perstorps SK - Råå DIF - Råå IF - Ramlösa FF - Ramlösa Södra FF - Ravi IF - Real Malmö FC - Rinkaby GoIF - Röke IF - Rörsjöstadens IF - Rörums SK - Röstånga IS - Rydsgårds AIF - Rynge IK - Sambafotbollsskolan FF - Sankt Olofs IF - Sibbhults IF - Sjöbo IF - SK Hakoah - Skabersjö IF - Skäldervikens IF - Skånes Fagerhults IF - Skanör Falsterbo IF - Skegrie BK - Skepparslöv IF - Skillinge IF - Skillinge Leje IF - Skivarps GoIF - Skurups AIF - Smedstorps IF - Snogeröds IF - Södra Sandby IF - Sofielund FF - SoGK Charlo - Sösdala IF - Sövde IF - Sövestads IF - Spjutstorps IF - Staffanstorps DFF - Staffanstorps GIF - Stattena IF - Stehags AIF - Stidsvigs IF - Stockamöllans IF - Stora Harrie IF - Strömsborgs IF - Strövelstorps GoIF - Svalövs BK - Svedala IF - Svedbergs GoIF - Svensköps IF - Svenstorps IF - Tågarps AIK - Team Sandby IF - Teckomatorps SK - Teknologkårens IF LTH - TFK Nova Eslöv - Tjörnarps BoIF - Tollarps IF - Tomelilla IF - Torekovs IK - Torna Hällestads IF - Torns IF - Tosteberga/Nymölla IF - Treby IF - Trelleborgs FF - Trelleborg United FF - Trollenäs IF - Türk Anadolu FF - Tyringe IF - Uppåkra IF - Valby-Västra Klagstorps BK - Vallåkra IF - Vankiva IF - Vanneberga IF - Vanstads IF - Väsby FK - Västra Ingelstad IS - Västra Karups IF - Västra Torups SK - Veberöds AIF - Vedby/Rönne IF - Vegeholms IF - Vejby IF - Vellinge FF - Vellinge IF - Venestad IF - Verums GoIF - Viby IF - Vikens IK - Vinnö IF - Vinslövs IF - Vittsjö DFK - Vittsjö GIK - Vittskövle IF - VMA IK - Wä IF - Wästra Allmänna FF - Wisseltofta IF - Wollsjö AIF - Yngsjö IF - Ystads IF FF - Åhus Horna BK - Åhus IF - Åkarps IF - Åstorps FF - Åsums BK - Ängelholms FF - Ödåkra IF - Öja FF - Önneköps IF - Önnestad BoIF - Örtofta IS - Össjö IS - Östanå Bruks IF - Österslövs IS - Östra Ljungby IF - Östra Sönnarslövs IF - Östra-Torp Smygehuk FF |

## Tävlingar

### Distriktsmästerskapet
Distriktsmästerskapet i fotboll är en turnering som arrangeras för både herr- och damseniorer samt herr- och damjuniorer av Skånes FF. Det första skånska distriktsmästerskapet för herrseniorer, även kallat Skånska Mästerskapet, arrangerades 1905 och på den tiden tävlade de bästa skånska herrseniorlagen i turneringen. Sedan tävlingen startades igång igen 1984 har mestadels lagen utanför elitfotbollen, från Division 1 och neråt deltagit. 
Skånska Mästerskapet-vinnare (1905-?)

- 1905-1915 Okänt
- 1916 – Malmö FF
- 1917-1921 Okänt
- 1922 – Hälsingborgs IF
- 1923 – Landskrona BoIS
- 1924-1925 – Okänt
- 1926 – Hälsingborgs IF
- 1927 – Malmö FF
- 1928-1929 – Okänt
- 1930 – Landskrona BoIS
- 1931-1934 – Okänt
- 1935 – Landskrona BoIS
- 1936 – Landskrona BoIS
- 1937-1938 – Okänt
- 1939 – Malmö FF
- 1940-1941 – Okänt
- 1942 – Malmö FF
- 1943 – Malmö FF
- 1944 – Okänt
- 1945 – Malmö FF
- 1946 – Malmö FF
- 1947 – Malmö FF
- 1948 – Okänt
- 1949 – Malmö FF
- 1950-1951 – Okänt
- 1952 – Malmö FF
- 1953 – Hälsingborgs IF
- 1954 – Malmö FF
- 1955 – Okänt
- 1956 – Malmö FF
- 1957 – Okänt
- 1958 – Malmö FF
- 1959 – Malmö FF
- 1960 – Malmö FF
- 1961-1964 – Okänt
- 1965 – Malmö FF

DM-vinnare för herrseniorer (1984-idag)

- 1984 – Malmö FF (1)
- 1985 – Rydsgårds AIF (1)
- 1986 – Kävlinge GIF (1)
- 1987 – GIF Nike (1)
- 1988 – IFK Hässleholm (1)
- 1989 – Trelleborgs FF (1)
- 1990 – Ekets GoIF (1)
- 1991 – Vellinge IF (1)
- 1992 – Husie IF (1)
- 1993 – Svedala IF (1)
- 1994 – Eslövs BK (1)
- 1995 – Helsingborgs Södra BIS (1)
- 1996 – Klippans FF (1)
- 1997 – Staffanstorps GIF (1)
- 1998 – Åkarps IF (1)
- 1999 – Påarps GIF (1)
- 2000 – Åkarps IF (2)
- 2001 – Bunkeflo FF (1)
- 2002 – Höllvikens GIF (1)
- 2003 – Ystads IF (1)
- 2004 – Lunds BK (1)
- 2005 – IFK Hässleholm (2)
- 2006 – Ängelholms FF (1)
- 2007 – Ängelholms FF (2)
- 2008 – Lunds BK (2)
- 2009 – Ramlösa Södra FF (1)
- 2010 – Malmö FF (U19) (2)
- 2011 – Kristianstads FF (1)
- 2012 – Torns IF (1)
- 2013 – Eskilsminne IF (1)
- 2014 – Trelleborgs FF (2)
- 2015 – Eskilsminne IF (2)
- 2016 – Landskrona BoIS (1)
- 2017 – FC Rosengård (1)
- 2018 – Lunds BK (3)